# Minettia tenebrica
Minettia tenebrica är en tvåvingeart som beskrevs av Shatalkin 1992. Minettia tenebrica ingår i släktet Minettia och familjen lövflugor. Inga underarter finns listade i Catalogue of Life.